# Calliste à oreilles d'or
Tangara chrysotis
Espèce
Statut de conservation UICN

 LC  : Préoccupation mineure
Le Calliste à oreilles d'or (Tangara chrysotis), également appelé Tangara à oreilles d'or, est une espèce d'oiseaux de la famille des Thraupidae. C'est une espèce monotypique.

## Répartition
Cet oiseau vit dans la partie nord des Andes.

## Habitat
Son habitat naturel est la forêt humide des montagnes subtropicales ou tropicales.